# Villa Cecchini Morosini

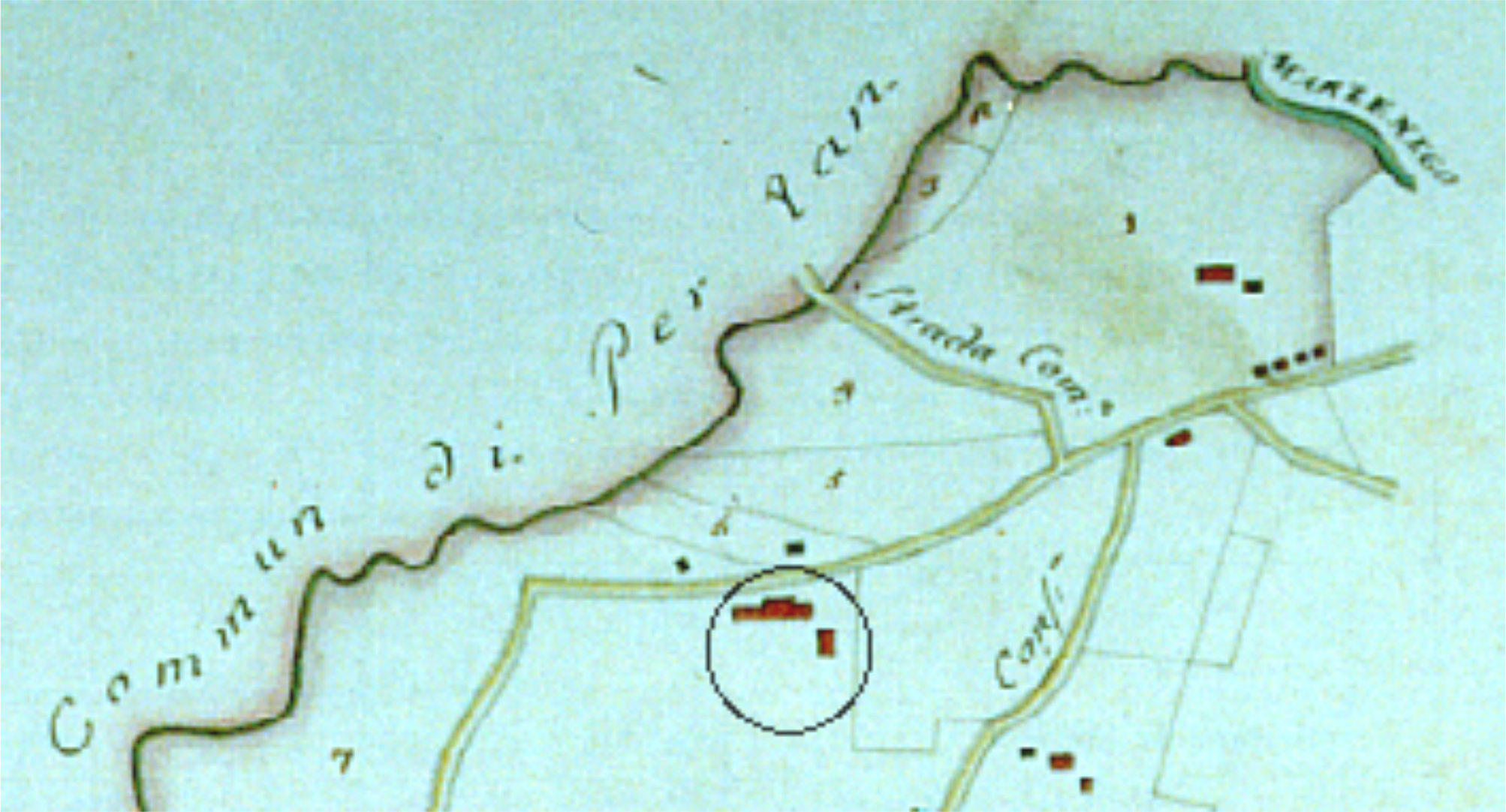
Particolare del Catastico dello Scalfuroto. Nel cerchio il complesso di villa Cecchini Morosini

La Villa Cecchini Morosini è ubicata a Mestre (nel Comune di Venezia) in Via Miranese, la strada provinciale che conduce a Padova passando per Mirano.
La villa si trova a ridosso del cavalcaferrovia della Giustizia ed è di origine settecentesca. Essa deve il suo nome al ramo Veneziano della famiglia Cecchini Morosini, è immersa in un grande parco, dove si possono trovare essenze rare sia per tipologia sia per età e dimensione, tipiche dei giardini delle ville venete.

## Storia e tracce documentali
Il primo documento attestante l'esistenza di villa Cecchini Morosini risale al Catastico dello Scalfuroto redatto nel 1780. Nella mappa la villa appare come la costruzione più importante, per grandezza e per area di pertinenza di tutto il Commun di Piraghetto.
Il complesso è costituito da un fabbricato distribuito parallelamente alla via Miranese che si distingue per un corpo centrale unito a due ali laterali di minor profondità, una più corta e profonda rispetto all’altra ala più estesa ma sottile, ed un secondo fabbricato pressoché ortogonale al primo di piccole dimensioni.
I successivi dati storici riguardanti la Villa e le modifiche che son state apportate ad essa sono registrati nei vari catasti che si sono susseguiti dall’arrivodi Napoleone, fino ad oggi.
- Il Catasto Napoleonico del 1846, presenta due corpi di fabbrica che vengono riportati su due fogli distinti, il VII ed il XII. Qui il corpo principale varia da essere allineato sul fronte sud al fronte nord. Dal Sommarione, al mappale 498 viene riportato il fabbricato come “Casa e corte da Massaro” sita in località Piraghetto, di proprietà del Demanio Nazionale.
- Il Catasto austriaco sembra conservare le forme precedentemente riportate, anche se il corpo di fabbrica ad est risulta esser stato allungato proseguendo verso sud.
- Il Catasto austroitaliano del 1841, aggiornato sino al 1852, non presenta modifiche rispetto al precedente Austriaco.Particolare del Catasto Napoleonico versione modificata. Nel cerchio il complesso di villa Cecchini MorosiniParticolare del Catasto AustriacoProspetto sud di villa Cecchini Morosini

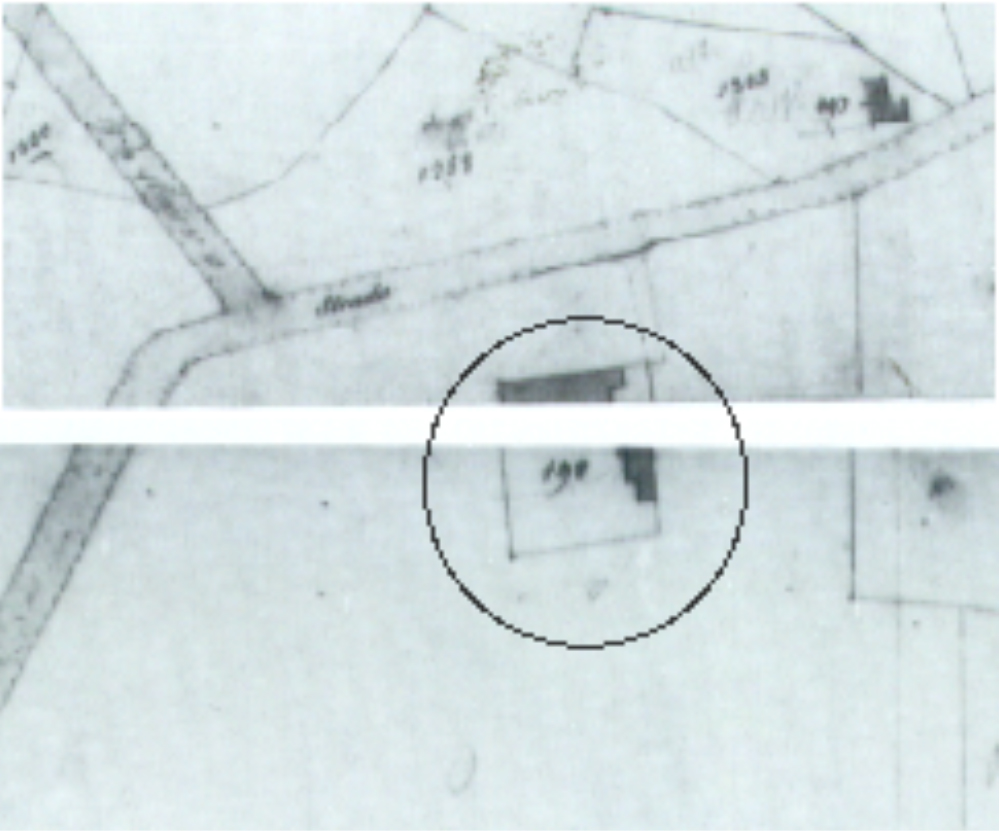
Particolare del Catasto Napoleonico versione modificata. Nel cerchio il complesso di villa Cecchini Morosini

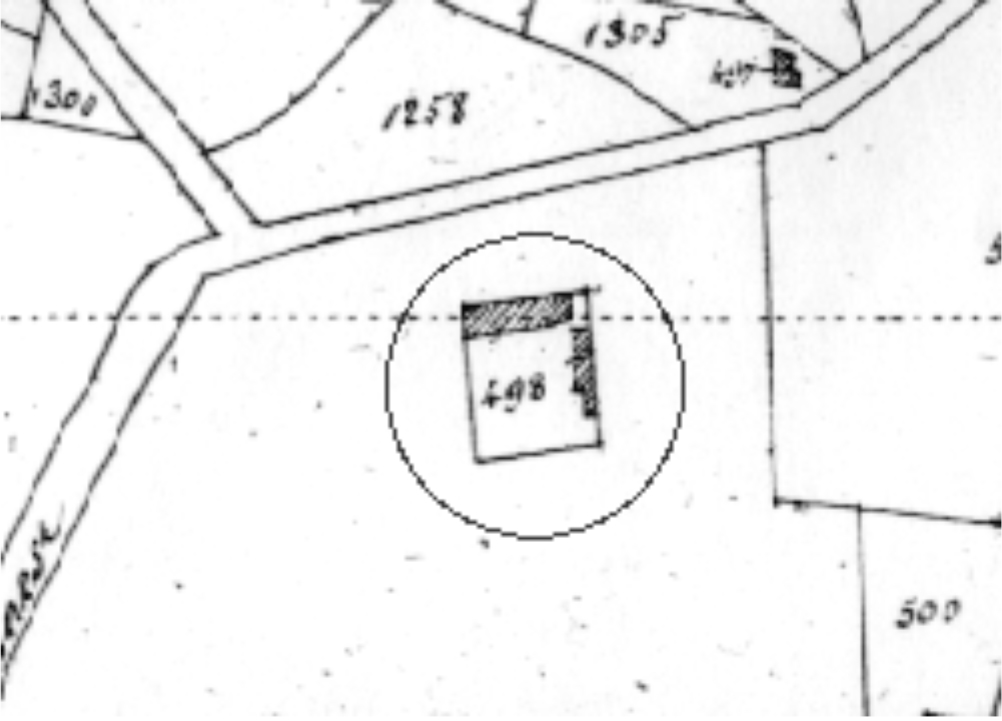
Particolare del Catasto Austriaco

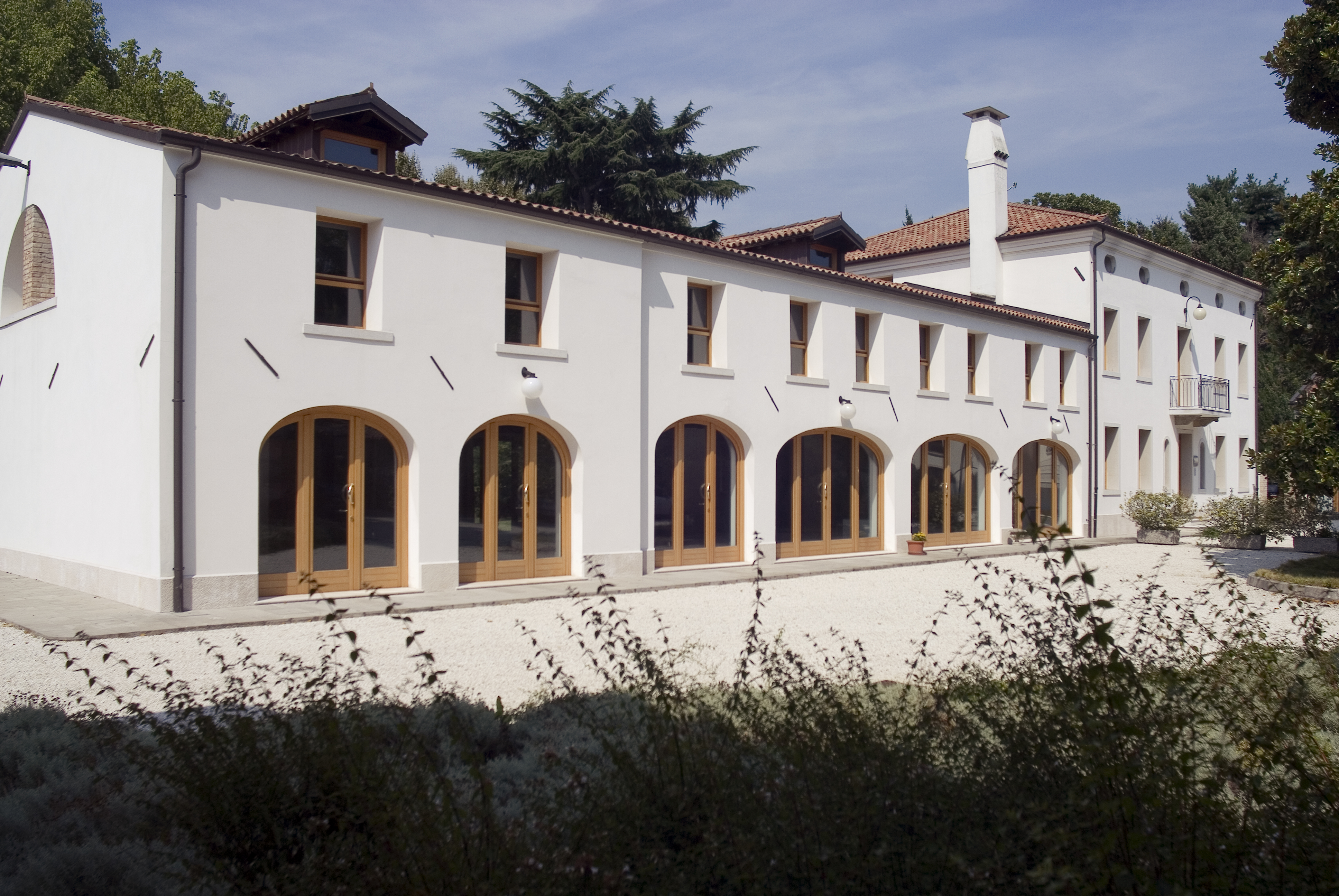
Prospetto sud di villa Cecchini Morosini

- Il Catasto italiano del 1929 invece, presenta modifiche sostanziali, un nuovo corpo di fabbrica annesso all’ala ovest del fabbricato principale, ortogonale allo stesso che si sviluppa verso sud. Il Nuovo corpo presenta un'articolazione che pare una combinazione di piccole aggiunte che si sono susseguite.

## Struttura
Il complesso è costituito da tre corpi di fabbrica. La villa, a due piani più sottotetto, è a base quasi quadrata e presenta una distribuzione interna rispettosa dei canoni delle ville campestri: salone centrale profondo quanto la villa e quattro stanze laterali (due per lato) nei primi due piani. L’architettura è sobria e rispettosa delle simmetrie; all’esterno la costruzione non presenta fregi o decori di sorta.
Le due facciate principali sono eguali, salvo la presenza di controfinestre sulle facciate nord ed est e di una veranda in ferro e vetro sull’ingresso posto a nord. Sopra le finestrature delle pareti nord ed est si osservano mensole parapioggia in materiale cementizio non presenti sul lato sud.
Materiali e caratteristiche costruttive delle controfinestre e delle mensole sono opere riconducibili presumibilmente alla metà del ‘900. La parete est presenta una asimmetria nella distribuzione dei fori che ipotizza la chiusura di una finestra al pianterreno.
Il manufatto principale risulta privato dell’ala est, mentre l’ala ovest, sensibilmente più bassa della villa, è caratterizzata, sulla facciata sud, da cinque ampie e basse arcate, in parte parzialmente murate, in parte chiuse da verande in ferro e vetro.
Il corpo più recente, rilevato nel Catasto Italiano e nella mappa aerofotogrammetrica del 1968, si innesta sull’ala Ovest occludendo completamente l’ultima arcata e metà della precedente. Questo è il risultato di costruzioni aggiunte in tempi successivi nel corso del XX secolo, con materiali e modalità costruttive differenti, al solo scopo di rispondere ad esigenze di spazi per alloggi e ricoveri degli attrezzi.

## Destinazione attuale
Dal 2000 al 2010 si sono susseguiti vari lavori di restauro su progetto dell’Arch. Giovanni Faoro Morosini. I lavori hanno interessato in particolare il fabbricato principale, dove è stato eseguito il ripristino del sistema di archi che domina il lato sud della barchessa ed eliminando le parziali occlusioni e le superfetazioni con il recupero della relativa volumetria in altra parte dell’estesa area di pertinenza.

## Il parco
Seppure al giorno d’oggi non sia esteso come un tempo, il parco che circonda la villa è adornato di essenze arboree secolari notevoli dimensioni, molto rare nel territorio mestrino, che tuttora vengono integralmente tutelate.
Tra le svariate essenze si trovano Magnolie Grandiflora, Magnolie Solangeana, Cedri Deodara, Platani, palme, bambù, lecci, lauri ceraso, aiuole di bosso, melograno, tuia e cedro del Giappone.